# Drift Out
Drift Out (ドリフトアウト?, Dorifutoauto) è un videogioco di guida sviluppato e pubblicato nel 1991 dalla Visco Corporation.
Trattasi di un videogioco inerente allo sport del rally con visuale dall'alto, incentrato sul campionato del mondo rally 1990; è il primo di una serie di giochi di rally della Visco.
Ne esiste un bootleg dal nome Drive Out, il quale utilizza un OKI6295 come chip audio.

## Sistema di gioco
Drift Out è tra i primi videogiochi arcade che si ricordano a proporre con una buona fedeltà una simulazione del campionato del mondo rally 1990 con tanto di automobili, piloti e gare del tempo.
Il veicolo del giocatore è facilmente controllabile con il joystick che necessita solamente degli input di sinistra e destra per la sterzata, mentre sono presenti un pulsante per l'accelerazione ed uno per frenare.
Ad inizio gioco è possibile scegliere una tra sette differenti automobili, tutte protagoniste della stagione 1990 del campionato rally.
Ogni competizione è divisa in due o più prove speciali, e ogni prova speciale presenta un tempo limite: se non si riesce a concludere la prova entro tale tempo il gioco continuerà comunque ma ovviamente il ritardo verrà accumulato e sottratto al tempo limite della successiva prova, e se si sfora il limite nell'ultima prova la partita terminerà.
In base ai tempi realizzati in ciascuna prova speciale e competizione vi sono delle classifiche con punteggio.

### Veicoli selezionabili
- Mazda Familio - Mazda 323 GT-X
- Lancha Deleta - Lancia Delta HF Integrale 16V (sponsor principale Martini)
- Toyata Celca - Toyota Celica GT-Four ST165 (sponsor principale Marlboro)
- Fard Siara - Ford Sierra RS Cosworth 4x4 (sponsor principale Q8)
- Mitsuboshi Galent - Mitsubishi Galant VR-4
- BWM W3 - BMW M3 E30 (sponsor principali Bastos e Motul)
- Subaro Legagy - Subaru Legacy RS

### Livelli
- RAC Rally (prove speciali: 2)
- Safari Rally (prove speciali: 3)
- Rally dell'Acropoli (prove speciali: 4)
- Rally di Svezia (prove speciali: 4)
- Rally dei Mille Laghi (prove speciali: 3)
- Rally di Monte Carlo (prove speciali: 4)

### Piloti rivali
Il pilota Markke Alan è un chiaro riferimento a Markku Alén, ma nel gioco egli è indicato come svedese mentre nella realtà Alén è di nazionalità finlandese.
Carlas Sains quando abbreviato viene scritto come "K.Sains", quindi con l'iniziale del nome che differisce.
Bruno Saby prese parte al campionato del mondo rally 1991 e non a quello del 1990 al quale il gioco prende spunto.
- Inver Carlssan - Ingvar Carlsson (Mazda)
- H.Mikar - Hannu Mikkola (Mazda)
- Mika Bianson - Miki Biasion (Lancia)
- D.Aurio - Didier Auriol (Lancia)
- J.Kankn - Juha Kankkunen (Lancia)
- B.Savi - Bruno Saby (Lancia)
- Carlas Sains - Carlos Sainz (Toyota)
- B.Walde - Björn Waldegård (Toyota)
- Francis Delker - François Delecour (Ford)
- A.Fiore - Alex Fiorio (Ford)
- M.Wilss - Malcolm Wilson (Ford)
- Kemmeth Eliksson - Kenneth Eriksson (Mitsubishi)
- A.Batan - Ari Vatanen (Mitsubishi)
- K.Shino - Kenjirō Shinozuka (Mitsubishi)
- Francis Chattle - François Chatriot (BMW)
- Markke Alan - Markku Alén (Subaru)

### Sponsor
Nel gioco sono presenti i loghi di note aziende che al tempo erano solite sponsorizzare competizioni sportive inerenti ai motori, opportunamente modificati per non violare le leggi sullo sfruttamento d'immagine.
Tra questi si possono riconoscere nel gioco: Martini, Marlboro, Q8, Bastos, Motul, Shell, Reebok, FIAT, Epson, Michelin, Citizen, Agip, Philips, Mobil, Diesel, l'hotel Rantasipi Laajavuori di Jyväskylä.

## Serie
- Drift Out (1991)
- Drift Out '94: The Hard Order (1994)
- Super Drift Out: World Rally Championships (1995)
- Neo Drift Out: New Technology (1996)